# Tobias Breer
Tobias Breer O.Praem. (* 1. Juni 1963 in Werne) ist ein deutscher Regularkanoniker und Leistungssportler.

## Leben
Andreas Breer wuchs in Werne auf. Mit 14 Jahren verlor er seine Mutter. Nach seinem Schulabschluss absolvierte er eine Ausbildung zum Groß- und Einzelhandelskaufmann und war in der Folgezeit in diesem Beruf tätig. Nach seinem Wehrdienst holte er in den Jahren 1984 bis 1987 das Abitur am Friedrich-Spee-Kolleg in Neuss nach und trat anschließend bei den Prämonstratensern in der Abtei Hamborn ein, wo er den Ordensnamen Tobias annahm. Nach dem Noviziat begann er 1988 mit dem Theologiestudium an der Universität Innsbruck. Darüber hinaus studierte er Philosophie und Psychologie. Zwei Jahre später wechselte er nach München, wo er sein Studium 1994 mit dem Lizentiat abschloss.
Noch während des Studiums wurde er 1993 zum Diakon geweiht und wirkte als Seelsorger an der Offizierschule der Luftwaffe in Fürstenfeldbruck und an der Universität der Bundeswehr München. Im Anschluss an seine Priesterweihe am 29. September 1994 wurde er bis 2004 als Militärgeistlicher an verschiedenen weiteren Bundeswehrstandorten eingesetzt. Von 1995 bis 2004 war er zugleich Prior und wurde 1997 auch Kämmerer der Abtei Hamborn. Als Finanzchef verwaltet er seither den beträchtlichen Haushalt des Priesterklosters, das einen großen Gebäudekomplex besitzt, über alters- und behindertengerechte Wohnanlagen für ältere Mitbrüder verfügt und dessen Konvent zwischen 20 und 30 Herren umfasst (2014: 29; 2019: 21; 2023: 20).
Tobias Breer ist als „Marathon-Pater“ bekannt, da er seit 2006 als Leistungssportler jährlich mehrere Marathon- und Ultramarathonläufe absolviert. Er nutzt diese Events unter anderem, um als Sponsorenläufer Gelder für seine Projekte zu gewinnen. Breer sammelt auf diese Weise jährlich Spenden in Höhe von etwa 30.000 Euro. Bis 2015 hatte er mit weltweiten Marathons insgesamt mehr als 140.000 Euro für bedürftige und arme Kinder in Duisburg und anderen Orten gesammelt. Dabei steigerte er sein Pensum kontinuierlich: Während er in den ersten Jahren drei bis vier Marathonläufe und einen Ultramarathon pro Jahr schaffte, waren es 2024 schon 70 Läufe im Jahr. Seit Mai 2018 ist er als Lauftrainer im größten Lauftrainer-Campus-Netzwerk Deutschlands organisiert und seit September 2019 als Ernährungsberater mit dem Schwerpunkt Sport, Gesundheit und Laufen tätig. Seit 2019 ist Breer geprüfter Leistungsdiagnostiker für den Laufsport. Am 5. Juni 2020 lief er seinen 100. Marathon wegen der Corona-Einschränkungen allein als Ultra-Marathon auf einer 111 Kilometer langen Strecke von Duisburg über seine Heimatstadt Werne bis nach Münster. Bis Sommer 2025 hatte er insgesamt 320 Marathon- und Ultramarathonläufe zurückgelegt und mehr als zwei Millionen Euro eingenommen, darunter im Rahmen eines Spendenlaufs „rund um die Welt“ auch an Orten wie dem Dschungel in Vietnam, der Antarktis und dem Wüstenland Oman.
2007 gründete er das Projekt Lebenswert, das sich für Bedürftige im Duisburger Norden engagiert, und leitet es seitdem. Das Projekt hat mittlerweile die Rechtsform einer gGmbH und trägt mehrere Unterprojekte und Betriebe, darunter ein Sozial-Café. Es gibt die Zeitschrift LebensWerte News heraus, deren verantwortlicher Herausgeber und Chefredakteur Tobias Breer ist. Von 2008 bis 2010 war er im Leserbeirat der WAZ-Duisburg. Seit Mai 2009 ist Breer Mitglied der Arbeitsgemeinschaft der verantwortlichen Redakteure der Ordens- und Missionspresse und seit Mai 2011 Regionalreferent für Fundraising.
Außerdem steht er im Kompetenzcenter Mensch Managern und Führungskräften aus der Wirtschaft als Seelsorger und als spiritueller und persönlicher Ansprechpartner und Coach und zur Verfügung. Seit 2006 ist er geistlicher Berater der Diözesangruppe Ruhrgebiet des Bundesverbands katholischer Unternehmer (BKU).
Seit 2008 ist Tobias Breer – unter Beibehaltung seiner übrigen Tätigkeiten – Pastor der Gemeinde Herz-Jesu in Duisburg-Neumühl.

## Auszeichnungen
- 10/2007 Verleihung des Duisburger Kaisermünzenpreises
- 09/2010 Verleihung Ehrennadel der Bezirksvertretung Hamborn
- 05/2015 Verleihung des Duisburger Integrationspreises
- 2016 NRW Engagementpreis für das Projekt LebensWert
- 03/2023 Six-Star-Finisher beim 171. Tokyo Marathon am 5. März 2023 (Zeit: 04:19:14)

## Publikationen
- Der Marathon-Pater. 60000 Kilometer gegen die Armut. bene!, München 2021, ISBN 978-3-96340-103-9 (Bibliographischer Nachweis).